# Волостецький Володимир Володимирович
Волосте́цький Володи́мир Володи́мирович — солдат Збройних сил України.

## З життєпису
Рятувальник в 22-ій Очаківській ДПРЧ. Мобілізований з першою хвилею, воював у другому батальйоні 79-ї АМБ, кулеметник. У боях під Донецьком зазнав контузії та внутрішньо-черепної травми.

## Нагороди
31 жовтня 2014 року за особисту мужність і героїзм, виявлені у захисті державного суверенітету та територіальної цілісності України, вірність військовій присязі під час російсько-української війни, відзначений — нагороджений орденом «За мужність» III ступеня.